# Дереловка
Дереловка (укр. Дерепівка) — село в Корюковском районе Черниговской области Украины. Население 5 человек. Занимает площадь 0,18 км².
Код КОАТУУ: 7423081002. Почтовый индекс: 15675. Телефонный код: +380 4644.
17 июля 2020 года в результате административно-территориальной реформы Блистовский сельский совет вошёл в состав Менской городской общины Корюковского района Черниговской области.